# Deutschordensballei Thüringen

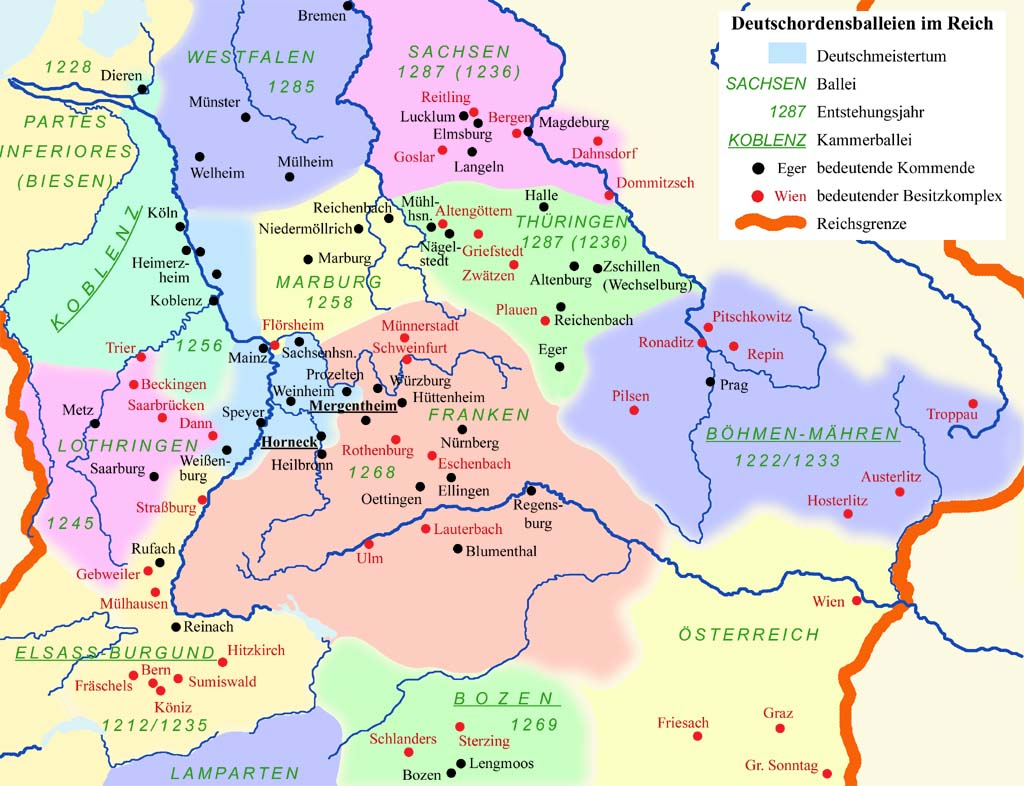
Die Ordensballeien im Reich

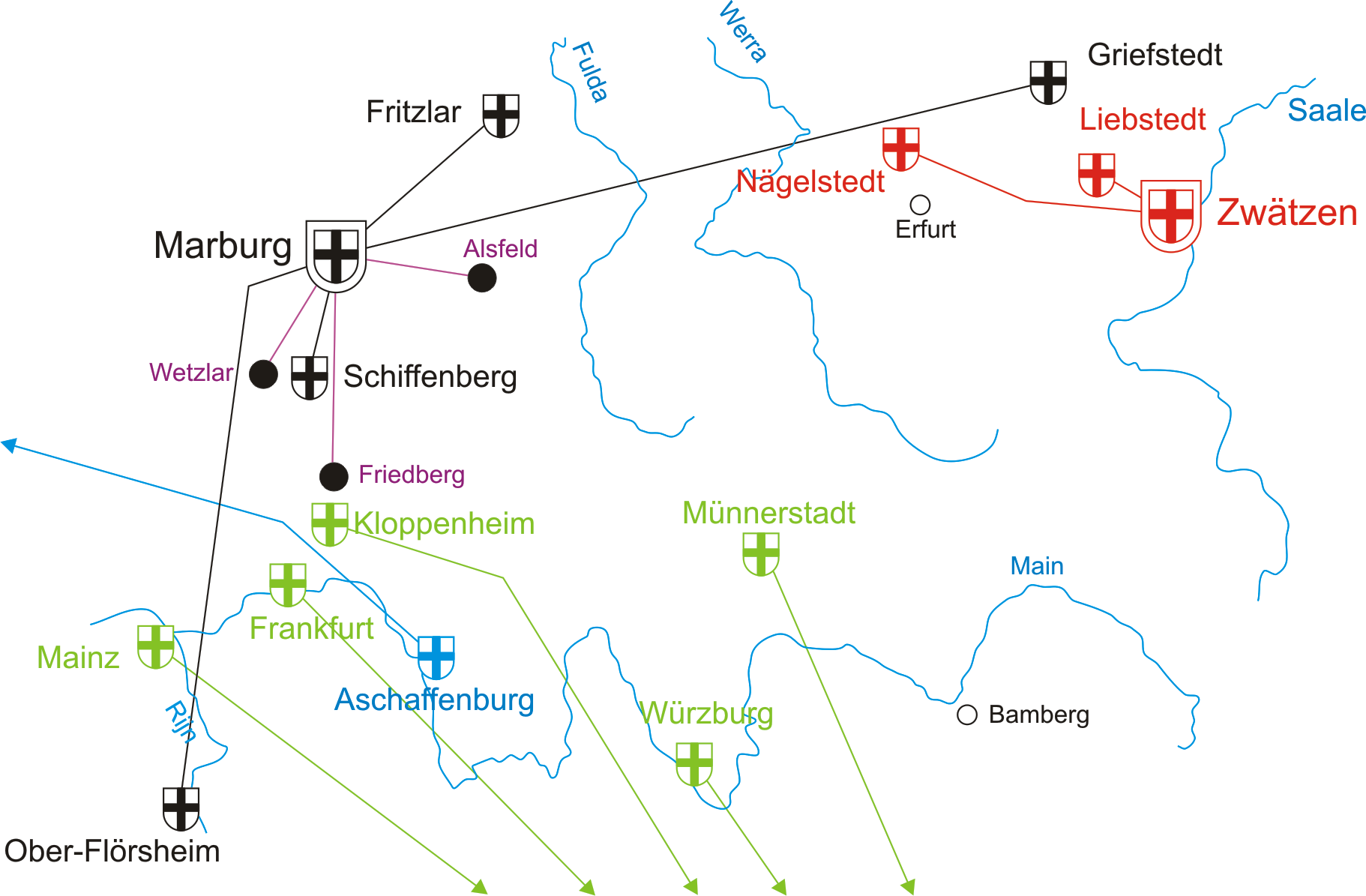
Die Kommenden der Balleien Thüringen und Hessen am Ende des 18. Jahrhunderts

Die Deutschordensballei Thüringen (per Turingiam et Saxoniam) war eine der ältesten und reichsten Balleien (Ordensprovinzen im Reichsgebiet) des Deutschritterordens.

## Geschichte
Sie wurde vor 1221 durch die ludowingischen Landgrafen von Thüringen in Zwätzen (Zuezen) – heute zur Stadt Jena eingemeindeter nördlicher  Vorort – gestiftet und reich mit Besitzungen in Thüringen und Hessen begütert. Die dortige Kommende war Sitz der Landkomture. Relikte aus dieser Zeit als Landkommende sind im Ort noch zu besichtigen (z. B. Gebäude und Hinweistafeln). Aus ihr stammten die ersten zwei Ordensritter, welche 1228 an den Hof Konrads von Masowien kamen.
Alle in Mitteldeutschland gelegenen Kommenden der Deutschritter waren ursprünglich in der Ballei Thüringen zusammengefasst. 1255 wurde die Ballei Hessen davon jedoch abgespalten. Dabei wurde die Kommende Marburg die Landkommende. Die verbliebene Ballei wurde 1287 noch einmal geteilt: in die Ballei Thüringen und die Ballei Sachsen (Ober- und Niedersachsen).

## Zur Ballei Thüringen gehörende Kommenden
- Landkommende Zwätzen (bei Jena) vor 1221 Güterkomplex
- Kommende Lehesten (bei Jena, seit 1507)
- Kommende Altenburg (1224 Kommende, 1287 Kommende mit Hospital)
- Kommende Zschillen Kloster Wechselburg nach 1224 Kommende mit Patronat (DO-Kloster)
- Kommende Eger (Böhmen) (heute Cheb, Tschechien) Kommende mit Patronat über die Stadtpfarrkirche und einige Landpfarreien der näheren Umgebung (1587 der Deutschordensballei Franken unterstellt, 1608 bis 1627 an die Stadt Eger verkauft, 1627 bis 1692/96 an den Malteserorden)
- Kommende Halle (St. Kunigunde, 1200 als erste Kommende in Deutschland mit einem Spital gegründet)
- Kommende Mühlhausen Altstadt (1227–1557) Divi-Blasii-Kirche (Mühlhausen)
- Kommende Mühlhausen Neustadt (1243–1557) Marienkirche (Mühlhausen)
- Kommende Liebstedt (1331–1809), direkt auf der Kupferstraße als einzige Durchgangsburg
- Kommende Weimar Herderkirche (Weimar)
- Kommende Gotha
- Kommende Nägelstedt (bei Bad Langensalza) vor 1224 Kommende
- Kommende Eisenach
- Kommende Plauen Johanniskirche (Plauen)
- Kommende Reichenbach (bei Plauen)
- Kommende Schleiz
- Kommende Tanna (bei Schleiz)
- Kommende Porstendorf (1226 verkauft)